# Alex Proyas
Alexander „Alex” Proyas (Alexandria, 1963. szeptember 23. –) egyiptomi születésű ausztrál filmrendező, forgatókönyvíró és producer.
Ismertebb filmes munkái közé tartozik A holló (1994), a Dark City (1998), az Én, a robot (2004), a Képlet (2009) és az Egyiptom istenei (2016).

## Fiatalkora
Proyas az egyiptomi Alexandriában született, görög származású szülők gyermekeként. Családjával hároméves korában Ausztráliába költöztek. Tizenhét évesen az Australian Film, Television, and Radio School filmes iskola diákja lett, nem sokkal később kezdett el videóklipeket rendezni. Karrierje érdekében az Amerikai Egyesült Államokba, Los Angeles-be költözött, ahol az MTV számára készített videóklipeket, illetve televíziós reklámokat.

## Pályafutása
Proyas első nagyjátékfilmje az 1988-as Spirits of the Air, Gremlins of the Clouds című független sci-fi-thriller volt. 1994-ben James O'Barr azonos című képregénysorozata alapján megrendezte A holló című fantasy-thrillert, Brandon Lee főszereplésével. A forgatás során, 1993. március 31-én, nyolc nappal a film befejezése előtt Lee-t halálos baleset érte. Lee halála után Proyas és a többi producer úgy döntött, a tervezettnél nagyobb költségvetéssel befejezik a filmet; részben átírták a forgatókönyvet, bizonyos jeleneteknél pedig testdublőrt és speciális effekteket alkalmaztak. A holló 1994 májusában került a mozikba, jegybevételi, illetve kritikai szempontból is sikert aratott és kultuszfilm-státuszba emelkedett.
Proyas ezután forgatókönyvíróként, rendezőként és producerként elkészítette az 1998-as Dark City című sci-fi-thrillert, amely a pozitív kritikák és elnyert díjak ellenére rosszul teljesített a jegypénztáraknál. 2004-ben Isaac Asimov sci-fi novelláskötetét vitte filmvászonra, Én, a robot címmel.
Képlet című thrillerjét 2008-ban kezdte el készíteni Melbourne-ben, Nicolas Cage főszereplésével, a film 2009 márciusában került az észak-amerikai mozikba. Bár a jegyeladási szempontból sikeresnek mondható, a mű megosztotta a kritikusokat.
Következő projektje John Milton Elveszett paradicsom című 17. századi művének akciódús feldolgozása lett volna, Bradley Cooper főszereplésével. Az ötlet azonban nem valósult meg, mert kételyek merültek a film speciális effektjeinek költségvetésével kapcsolatban.
2016-ban rendezte meg az Egyiptom istenei című fantasyt, Nikolaj Coster-Waldau főszereplésével, de a film bevételi és kritikai szempontból is csúfos kudarcot vallott.

## Filmográfia

### Film
| Év   | Magyar cím       | Eredeti cím                                | Feladatkör | Feladatkör | Feladatkör |
| Év   | Magyar cím       | Eredeti cím                                | Rendező    | Producer   | Író        |
| ---- | ---------------- | ------------------------------------------ | ---------- | ---------- | ---------- |
| 1988 |                  | Spirits of the Air, Gremlins of the Clouds | Igen       | Igen       | Igen       |
| 1994 | A holló          | The Crow                                   | Igen       | Nem        | Nem        |
| 1998 | Dark City        | Dark City                                  | Igen       | Igen       | Igen       |
| 2002 | Garázs-rock      | Garage Days                                | Igen       | Igen       | Igen       |
| 2004 | Én, a robot      | I, Robot                                   | Igen       | Nem        | Nem        |
| 2009 | Képlet           | Knowing                                    | Igen       | Igen       | Nem        |
| 2016 | Egyiptom istenei | Gods of Egypt                              | Igen       | Igen       | Nem        |

Rövidfilmek
- Neon (1980)
- Groping (1980)
- Strange Residues (1981)
- Spineless (1987)
- Book of Dreams: Welcome to Crateland (1994)

### Videóklipek
- Fad Gadget – "Ricky's Hand" (1980)
- Fetus Productions – "Flicker" (1983)
- Dropbears – "In Your Eyes" (1985)
- INXS – "Kiss the Dirt" (1986)
- Mike Oldfield – "Magic Touch"
- Crowded House – "Don't Dream It's Over" (1986)
- The Other Ones – "Holiday" (1987)
- Yes – "Rhythm of Love" (1987)
- Crowded House – "Better Be Home Soon" –  (1988)
- Boy Meets Girl – "Bring Down the Moon" (1989)
- Alphaville – "Mysteries of Love (Songlines)" (1989)
- Sting – "When We Dance" (1994)

## Díjak és jelölések
| Év   | Díj                    | Kategória                    | Jelölt mű                              | Eredmény | Megjegyzés                                                                                |
| ---- | ---------------------- | ---------------------------- | -------------------------------------- | -------- | ----------------------------------------------------------------------------------------- |
| 1986 | MTV Video Music Awards | legjobb videóklipes rendezés | Crowded House: Don't Dream It's Over   | Jelölve  |                                                                                           |
| 1994 | Cannes-i fesztivál     | Arany Pálma (rövidfilm)      | Book of Dreams: 'Welcome to Crateland' | Jelölve  |                                                                                           |
| 1995 | Szaturnusz-díj         | legjobb rendező              | A holló                                | Jelölve  |                                                                                           |
| 1998 | Silver Scream Award    | –                            | Dark City                              | Elnyerte |                                                                                           |
| 1998 | Hugo-díj               | legjobb drámai prezentáció   | Dark City                              | Jelölve  | Lem Dobbsszal és David S. Goyerrel közösen                                                |
| 1998 | Szaturnusz-díj         | legjobb rendező              | Dark City                              | Jelölve  |                                                                                           |
| 1998 | Szaturnusz-díj         | legjobb forgatókönyv         | Dark City                              | Jelölve  | Lem Dobbsszal és David S. Goyerrel közösen                                                |
| 1998 | Bram Stoker-díj        | legjobb forgatókönyv         | Dark City                              | Elnyerte | Lem Dobbsszal és David S. Goyerrel közösen Bill Condonnal (Érzelmek tengerében) megosztva |
| 2016 | Arany Málna díj        | legrosszabb rendező          | Egyiptom istenei                       | Jelölve  |                                                                                           |

## Fordítás
- Ez a szócikk részben vagy egészben  az   Alex Proyas című angol Wikipédia-szócikk fordításán alapul.  Az eredeti cikk szerkesztőit annak laptörténete sorolja fel. Ez a jelzés csupán a megfogalmazás eredetét és a szerzői jogokat jelzi, nem szolgál a cikkben szereplő információk forrásmegjelöléseként.